# Mandelbaum Verlag
Der Mandelbaum Verlag ist ein 1996 gegründeter österreichischer Independent-Verlag mit Sitz in Wien, der Sachliteratur zur Zeit-, Kultur- und Sozialgeschichte sowie literarische Prosa herausgibt. Programmatisch ist der Bezug zu Geschichte und Gegenwart der Stadt Wien. Zum 1. April 2021 wurde der Verlag in eine Genossenschaft im Eigentum der Mitarbeiterinnen und Mitarbeiter umgewandelt.

## Programm
Der Verlag begann mit einem Wiener Stadtführer und einem Kochbuch über die Kunst der afrikanischen Küche. Diese ersten Publikationen prägten die Reihen mandelbaums feine gourmandisen mit literarischen Texten zur Kulinarik und Stadtreisen zum jüdischen Europa. Zum ständigen Programm gehören Judaika und neue Publikationen zur Geschichte der Shoah. 2013 wurde eine Wissenschaftsreihe gegründet, in der universitäre wie außeruniversitäre Publikationen mit dem Schwerpunkt auf geistes- und sozialwissenschaftliche Titel erscheinen. Seit seiner Gründung hat der Verlag zwölf Buchreihen herausgegeben und insgesamt 400 Titel verlegt (Stand: 2015). Sein Schwerpunkt liegt auf Sachbüchern, seit 2000 gibt er auch literarische Prosa heraus.
2008 erschien die Edition Klangbücher mit Hörspielen, bei denen Musik nicht nur die Rolle der Begleitung zum Text einnimmt, sondern ein wesentlicher Bestandteil ist. So auch bei der Hörbuch-Produktion Die letzten Tage der Menschheit nach dem Roman von Karl Kraus, gesprochen von Erwin Steinhauer. Der ORF-Sender Ö1, der das Hörstück 2014 sendete, schrieb: „Die Musik [...] ist das akustische und emotionale Fundament, schafft die Räume, in denen sich der Text entfalten kann“. Von Hörerinnen und Hörern des Ö1 wurde es als Hörspiel des Jahres 2014 ausgezeichnet. Anlässlich der Vorstellung der Hörbuch-Edition Klangbücher im Saarländischen Rundfunk 2014 schrieb Erhard Schmied: „Der Wiener Mandelbaum Verlag ist eines jener kleinen, aber feinen Verlagshäuser, die zwar wenig bekannt sind, deren Programme aber häufig mit interessanten und außergewöhnlichen Titeln aufwarten können.“
Mit dem Text Über Bertha von Suttner von Marlene Streeruwitz veröffentlichte der Mandelbaum Verlag 2014 die erste Festrede einer Wiener Autorin zu Ehren einer bedeutenden verstorbenen Wiener Schriftstellerin. Er war der Auftakt zu der vom Literaturreferat der Kulturabteilung der Stadt Wien initiierten Reihe Autorinnen feiern Autorinnen. 2015 erschien in der Reihe die Festrede von Marlen Schachinger über die Lyrikerin Betty Paoli, 2016 Ruth Klüger über Marie von Ebner-Eschenbach und 2017 Julya Rabinowich über Mela Hartwig.
Der Verlag arbeitet mit Unterstützung des österreichischen Bundesministeriums für Wissenschaft, Forschung und Wirtschaft und der Wirtschaftsagentur Wien. Er ist Unterzeichner der Social Economy Declaration.

## Kritik
2011 ließ sich der Mandelbaum Verlag von Wiktor Janukowytsch „eine größere Summe“ dafür bezahlen, dessen Buch Opportunity Ukraine in englischer Übersetzung in einer Startauflage von 50.000 Exemplaren herauszugeben. Darin präsentierte sich dieser als weltoffener und visionärer Staatsmann. Janukowytsch behauptet einerseits, sein Land in Richtung Demokratie und Europa führen zu wollen, und wettert andererseits gegen freie Medien und Bürgerinitiativen. Auf Internetforen und von der Ukrajinska Prawda wurde nachgewiesen, dass Janukowytsch mehrere Autoren plagiiert hatte. Der Verlag ließ den Text prüfen, und Baiculescu erklärte: „Der Übersetzer teilte uns mit, manche Stellen seien zwar kein Plagiat, aber die Quellen würden nicht immer ordentlich benannt, da Fußnoten weggefallen seien.“ Das Buch ist nicht mehr lieferbar.